# Bojnik (Bośnia i Hercegowina)
Bojnik – wieś w Bośni i Hercegowinie, w Federacji Bośni i Hercegowiny, w kantonie sarajewskim, w gminie Novi Grad. W 2013 roku liczyła 399 mieszkańców, z czego większość stanowili Boszniacy.